# Belgische spoorwegenkwestie
De Belgische spoorwegenkwestie was een Belgisch-Frans conflict in in het voorjaar van 1869. De Compagnie des chemins de fer de l'Est, een Franse spoorwegmaatschappij, wilde de spoorlijnen van de Grande Compagnie du Luxembourg en de Compagnie du chemin de fer Liégeois-Limbourgeois overnemen, gelegen in het oosten van België. De Belgische regering-Frère-Orban I vermoedde dat de Fransen daarmee indirecte invloed in België wilden verwerven, waardoor zij zich verzette tegen de overname.
De kwestie veroorzaakte commotie in beide landen en had het potentieel om tot een Europese crisis uit te groeien, net zoals de Luxemburgse kwestie in 1867. In Frankrijk werd een geheime inmenging van de Noord-Duitse Bond vermoed, terwijl het Verenigd Koninkrijk enerzijds een escalatie wilde vermijden, maar anderzijds ook België wilde beschermen. De kwestie werd opgelost door een compromis, gesloten in een Frans-Belgische commissie zetelend in Parijs. Onder Britse druk zag de Franse keizer Napoleon III hierbij af van de overname.

## Overnameplannen

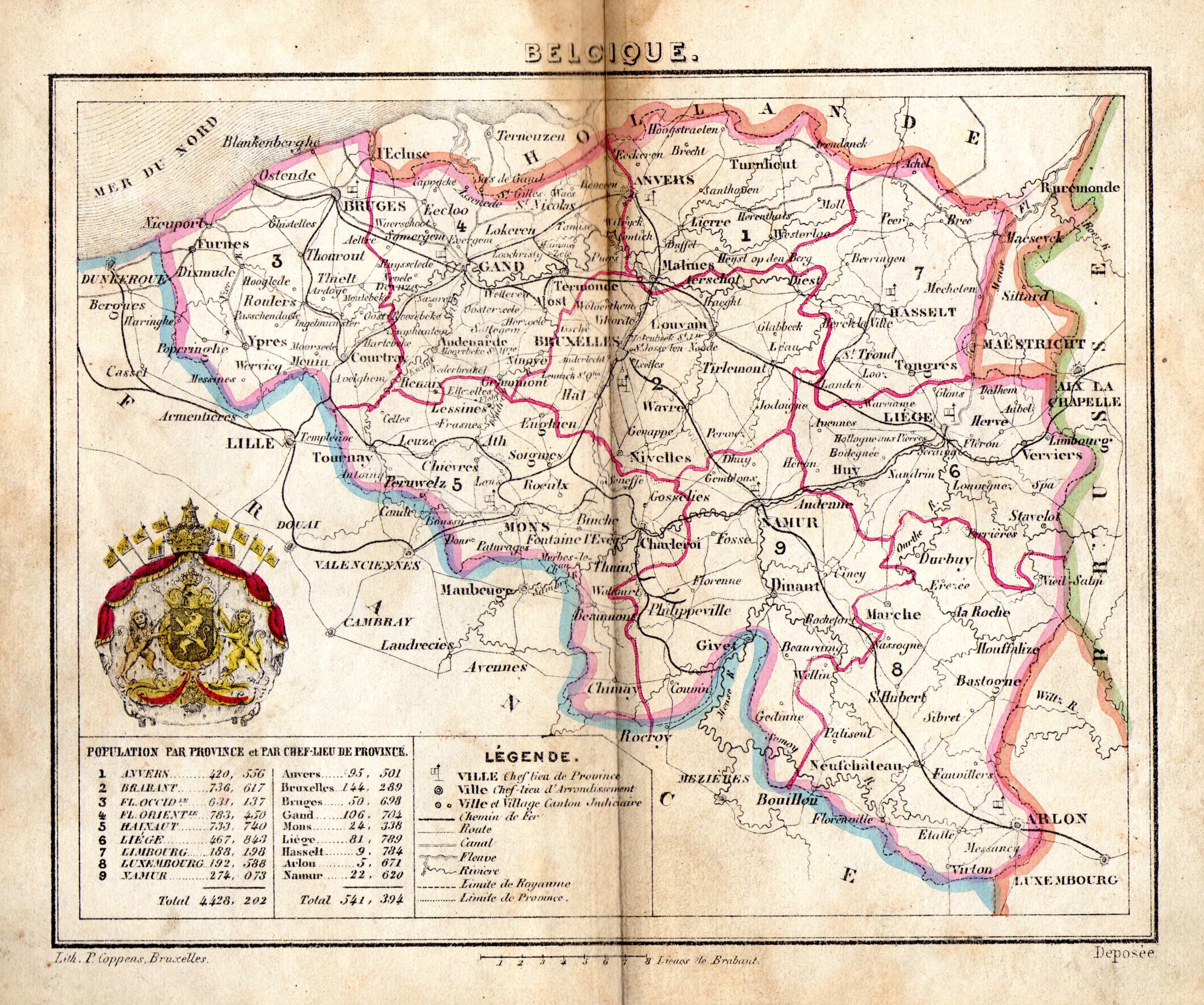
Kaart van België in de jaren 1850.

In de periode van 1869 bestonden er in België diverse privatieve spoorwegmaatschappijen. Deze zouden later stuk voor stuk worden opgekocht door de Belgische Staat. In 1926 zou vervolgens de Nationale Maatschappij der Belgische Spoorwegen (NMBS) worden opgericht.
De spoorwegenkwestie van 1869 dateert evenwel uit de periode van de private spoorwegmaatschappijen. In het oosten van België waren er in die tijd twee grote spoorwegmaatschappijen actief, namelijk de Grande Compagnie du Luxembourg, die een spoorlijn uitbaatte tussen Brussel en het Groothertogdom Luxemburg, en de Compagnie du chemin de fer Liégeois-Limbourgeois, met een spoorlijn van Luik naar de Nederlandse grens. Beide bedrijven verkeerden rond die periode in financiële moeilijkheden. De Belgische Staat wilde de bedrijven aanvankelijk niet opkopen, waardoor deze zich in oktober 1868 richtten tot de Franse spoorwegmaatschappij  Compagnie des chemins de fer de l'Est, die financieel werd gesteund door de Franse keizerlijke overheid. Dit spoorwegbedrijf had eerder dat jaar al de lijnen van de Luxemburgse Compagnie Guillaume-Luxembourg overgenomen voor een periode van 45 jaar. Na de overname in België zou de Chemin de fer de l'Est een spoorwegennetwerk uitbaten van de Nederlandse grens tot in Zwitserland.

## Belgisch verbod op de overname

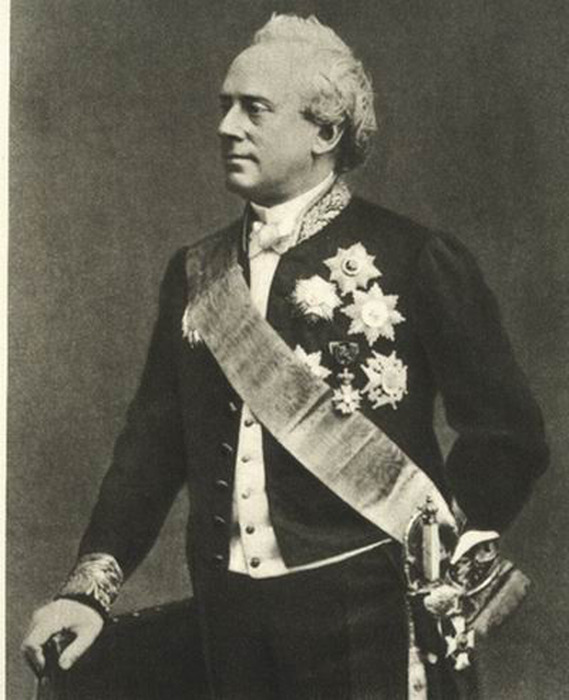
De Belgische regeringsleider Walthère Frère-Orban was een tegenstander van de Franse overname. Zijn regering diende een wetsontwerp in om dit te verhinderen.

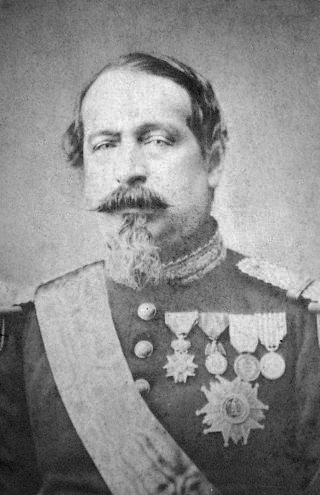
De Franse keizer Napoleon III maakte van de Belgische spoorwegenkwestie na enige tijd een persoonlijke aangelegenheid, maar wist de Franse overname niet te realiseren.

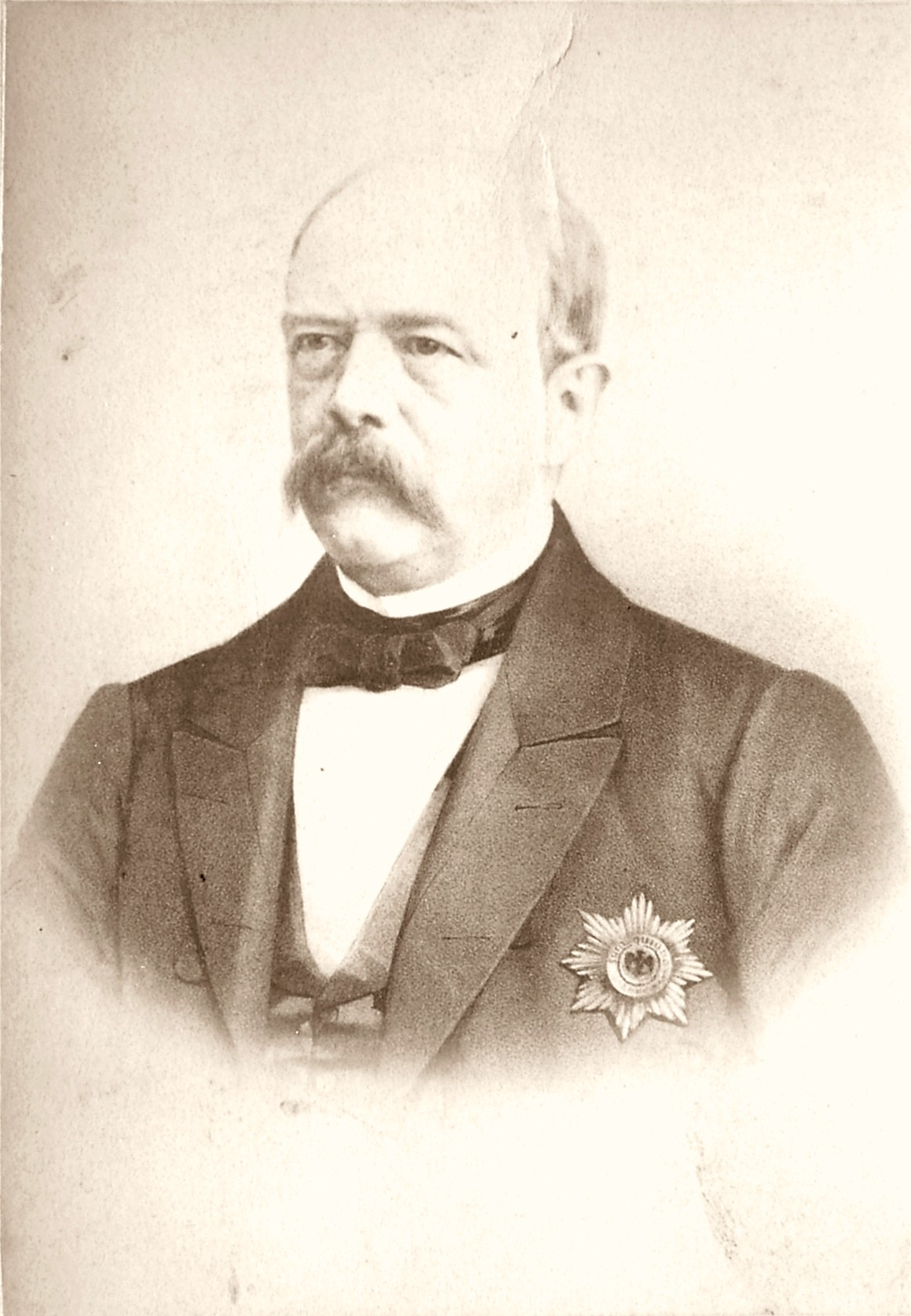
De Pruisische kanselier Otto von Bismarck hield zich in de Belgische spoorwegenkwestie op de achtergrond.

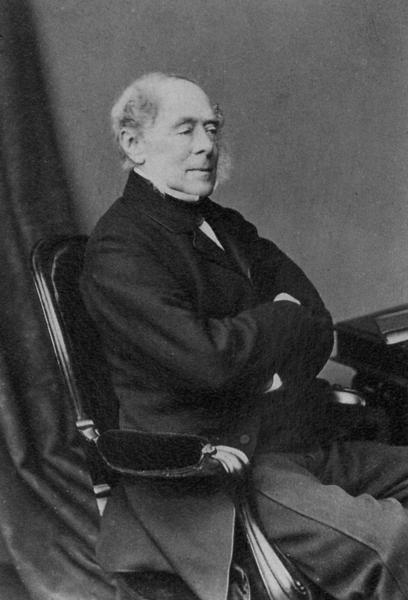
De Britse minister van Buitenlandse Zaken George Villiers, earl van Clarendon, bemiddelde in het conflict.

Op 8 december 1868 tekende Compagnie des Chemins de Fer de l'Est een voorlopige overeenkomst met de twee Belgische spoorwegmaatschappijen. Terwijl de Belgische overheid in een vroeg stadium op de hoogte was van het project en niets had gedaan, was de Belgische publieke opinie woedend. Men beschouwde de overname als een gevaarlijke economische inmenging in het land. In de Franse pers werd dan weer gepleit voor de annexatie van België.
Als gevolg van de maatschappelijke commotie besloot de Belgische regering-Frère-Orban I actie te ondernemen om de overname tegen te houden. Op enkele weken tijd zou in België een wet worden aangenomen die overnames van Belgische spoorwegbedrijven onderwierp aan een voorafgaande toestemming van de regering. Koning Leopold II en minister van Justitie Jules Bara ondertekenden hiertoe op 6 februari 1869 het wetsontwerp, dat dezelfde dag in de Kamer van volksvertegenwoordigers werd ingediend en op 13 februari 1869 werd besproken en goedgekeurd. Regeringsleider en minister van Financiën Walthère Frère-Orban verdedigde tijdens deze zitting het wetsontwerp: "Ce projet s’appuie de motifs sérieux, de motifs graves, tirés de nos intérêts industriels et de nos intérêts commerciaux; il a pour but principal de sauvegarder la légitime influence que doit avoir l’État sur les chemins de fer, quels qu’ils soient, établis sur le territoire national."
Op 20 februari 1869 volgde de goedkeuring door de Senaat met 36 stemmen voor en zeven onthoudingen. Koning Leopold II ondertekende de wet op 23 februari 1869, die 's anderendaags in werking trad. Deze wet behoort tot op heden tot het Belgische positieve recht.

## Escalatie van het conflict
De Duitse hedendaagse historicus Klaus Hildebrand noemde de Franse poging tot overname een "aanval op de onafhankelijkheid van België." Hoewel de overname negatieve implicaties zou hebben teweeg gebracht voor de Belgische economie, was dat niet het hoofddoel van de Franse keizer Napoleon III. Met de overname wilde die immers de Franse invloed in de regio en de Franse suprematie in Europa verruimen, en tegelijkertijd Pruisen treffen. In een mogelijk conflict met Pruisen, zouden door de Fransen gecontroleerde Belgische spoorwegen in Belgisch-Pruisisch grensgebied de Fransen een strategisch voordeel opleveren. Napoleon III eiste dat de wet opnieuw zou worden afgeschaft en verdacht Pruisen achter de Belgische weerstand tegen de overname te zitten. De Pruisische kanselier Otto von Bismarck was echter geenszins bij de genese van de wet van 23 februari 1869 betrokken.
De Britse minister van Buitenlandse Zaken George Villiers, de vierde earl van Clarendon, wenste afzijdig te blijven in deze kwestie, hoewel Belgische neutraliteit voor de Britten de hoogste prioriteit had. Bismarck trachtte echter de Belgische neutraliteit en de Duitse eenwording aan elkaar te koppelen. Hij maakte het Verenigd Koninkrijk erop attent dat zij België enkel konden verdedigen met de steun van de Noord-Duitse Bond. Bismarck zag België eveneens als een pasmunt voor Frankrijk in ruil voor het verwezenlijken van de Duitse eenwording. Londen besloot uiteindelijk niet tussenbeide te komen, om geen Frans-Pruisisch conflict uit te lokken. Clarendon probeerde hierop Frankrijk ervan te overtuigen dat Pruisen niet achter de Belgische wet zat. Hij vertrouwde er terecht op dat Frankrijk dit niet tot een breuk met het Verenigd Koninkrijk zou laten leiden, hoewel Napoleon III van de spoorwegenkwestie ondertussen een persoonlijke aangelegenheid had gemaakt.
De Belgische regering was het idee om de betrokken spoorlijnen te nationaliseren niet zeer genegen. Ze wilde immers geen precedent scheppen, aangezien er wel meerdere spoorwegmaatschappijen waren die in financiële problemen verkeerden.

## Onderhandelingen
Om een uitweg uit de patstelling te vinden, werd een internationale commissie opgericht, waarin naast Fransen en Belgen ook Britten zetelden. De Britten namen hierin een groot engagement op om te vermijden dat het tot een Frans-Pruisische oorlog zou komen, die eventueel aan de Belgische en Nederlandse kusten zou worden uitgevochten. Het Verenigd Koninkrijk was er als de dood voor dat Frankrijk een dergelijke oorlog zou winnen en opnieuw aan invloed zou winnen op het Europese vasteland. Bovendien had het land zich na de Belgische Revolutie garant gesteld voor de Belgische onafhankelijkheid.
Pruisen nam een voorzichtige houding aan, daar het zich bewust was wat de mogelijke gevolgen van al te actieve tussenkomst zouden kunnen zijn.
De Fransen daarentegen legden een provocerende onderhandelingsstrategie aan de dag. Ze eisten dat de Belgische regering de verkoop van de twee spoorwegmaatschappijen zou goedkeuren. De Belgische regeringsleider en minister van Financiën Walthère Frère-Orban deed namens België een reeks tegenvoorstellen, zoals het vastleggen van maximale doorgangsrechten en vaste tarieven. Frère-Orban bleef evenwel bij zijn standpunt dat de Belgische staat controle diende uit te kunnen oefenen op de Belgische spoorwegen, zoals hij dat ook in de Kamer van volksvertegenwoordigers had aangehaald. Uiteindelijk sprongen de gesprekken af en verlieten de Fransen het overleg.
Hierop trad de Britse minister van Buitenlandse Zaken Clarendon op. Hij stelde dat een Franse vernedering van België de Frans-Britse betrekkingen zou verstoren. Met het risico dat een alliantie tussen de Britten en Pruisen zou ontstaan indien hij zou doorzetten, ging Napoleon III uiteindelijk overstag. De Belgische en Franse regeringen ondertekenden op 27 april 1869 een protocol dat een einde maakte aan de spanningen. De daaropvolgende bilaterale Belgisch-Franse onderhandelingen over de handel werden tegen de zomer van 1869 afgesloten.

## Gevolgen
De spoorwegbedrijven werden niet verkocht aan de Fransen en zouden enkele jaren later, in 1873, alsnog worden genationaliseerd door de Belgische Staat bij wet van 15 maart 1873. De Belgische staat kocht elk van de in totaal 114.460 aandelen op aan 550 Belgische frank per aandeel, wat neerkwam op meer dan 60 miljoen Belgische frank. De betrokken lijnen worden tot op de dag van vandaag uitgebaat. De spoorlijn Brussel-Luxemburg werd later ook weleens de couponnekestrein genoemd, vanwege het hoge aantal fiscale toeristen die deze trein namen.
Voor het Verenigd Koninkrijk was het duidelijk dat diplomatieke onderhandelingen het hadden gewonnen van militair conflict en het stuurde verder aan op vrede tussen Frankrijk en de Noord-Duitse Bond.
Voor Frankrijk en Pruisen was de spoorwegenkwestie het tweede voorval dat een oorlog tussen beide landen had kunnen veroorzaken, na de Luxemburgse kwestie in 1867. Een jaar na de spoorwegenkwestie, in de zomer van 1870, kwam het na het Emser Depesche alsnog tot een militair conflict, met name de Frans-Duitse Oorlog, die zou leiden tot een Franse nederlaag en een val van het Tweede Franse Keizerrijk.